# Esma Cannon
Pour les articles homonymes, voir Cannon.
Esma Cannon (27 décembre 1905 – 18 octobre 1972) est une actrice australienne installée au Royaume-Uni dans les années 1930. Elle y a été active de 1937 à 1964, principalement au cinéma, mais aussi à la télévision dans la dernière partie de sa carrière.

## Biographie
Esma Ellen Charlotte Cannon est née en Australie, à Randwick (Nouvelle-Galles-du-Sud), le 27 décembre 1905. Elle joue au théâtre dès son enfance.
Sa carrière cinématographique débute en 1937 ; elle apparaît dans 64 films, parmi lesquels Vacances sur ordonnance (Last Holiday), en 1950. Elle a joué dans la saison 2, épisode 10 (Un Noël de Maigret / A Crime for Christmas) de la série télévisée britannique Maigret.
Elle épouse en 1945 Ernst Otto Littmann (1904-1983) ; le couple a un fils en 1946. À partir de 1967 environ, le couple s'installe pour l'été dans une petite maison de Saint-Benoît-la-Forêt (Indre-et-Loire) tandis qu'ils passent les mois d'hiver en Australie, où leur fils était parti vivre.
Elle meurt en France, à Saint-Benoît-la-Forêt, et est enterrée dans le cimetière de la commune, où l'on a retrouvé sa tombe en 2015.